# Estació de San Bernardo (Sevilla)
San Bernardo és una estació de la línia 1 del metro de Sevilla situada als districtes de Nervión i Casco Antiguo de la població de Sevilla. Va ser inaugurada el 2 d'abril del 2009, ja que forma part del primer tram (Ciudad Expo - Condequinto) ha inaugurar-se que forma part del primer ferrocarril metropolità d'Andalusia.
| Procedència/Destinació      | <                     | Línia | >                | Procedència/Destinació |          |
| --------------------------- | --------------------- | ----- | ---------------- | ---------------------- | -------- |
| Metro de Sevilla            |                       |       |                  |                        |          |
| Ciudad Expo                 | Prado S. Sebastián    |       | Nervión          | Olivar de Quintos      |          |
| Rodalia de Sevilla de Renfe |                       |       |                  |                        |          |
| Lora del Río                | Sevilla - Santa Justa | C1    | Virgen del Rocío | Utrera / Lebrija       |          |
| circular                    | Santa Justa           | C4    | Virgen del Rocío | circular               | circular |
| Benacazón                   | Sevilla - Santa Justa | C5    | Virgen del Rocío | Virgen del Rocío       |          |